# 蒙蒂维利耶
蒙蒂维利耶（法語：Montivilliers，法語發音：[mɔ̃tivije] 或 [mɔ̃tivilje]），法国西北部城市，诺曼底大区滨海塞纳省的一个市镇，隶属于勒阿弗尔区，其市镇面积为19.09平方公里，2022年1月1日时人口数量为15,671人，在法国城市中排名第620位。
蒙蒂维利耶位于滨海塞纳省西部，勒阿弗尔市区东北部的一处河谷之中，是勒阿弗尔重要的近郊卫星城，两地之间通过公交线路及区域通勤列车连接。

## 地名来源
“蒙蒂维利耶”一名当中的“蒙蒂”和“维利耶”分别来源于拉丁语“monti”和“villare”，意为“修道院”和“村落”，其具体来源尚有待进一步考证。

## 历史

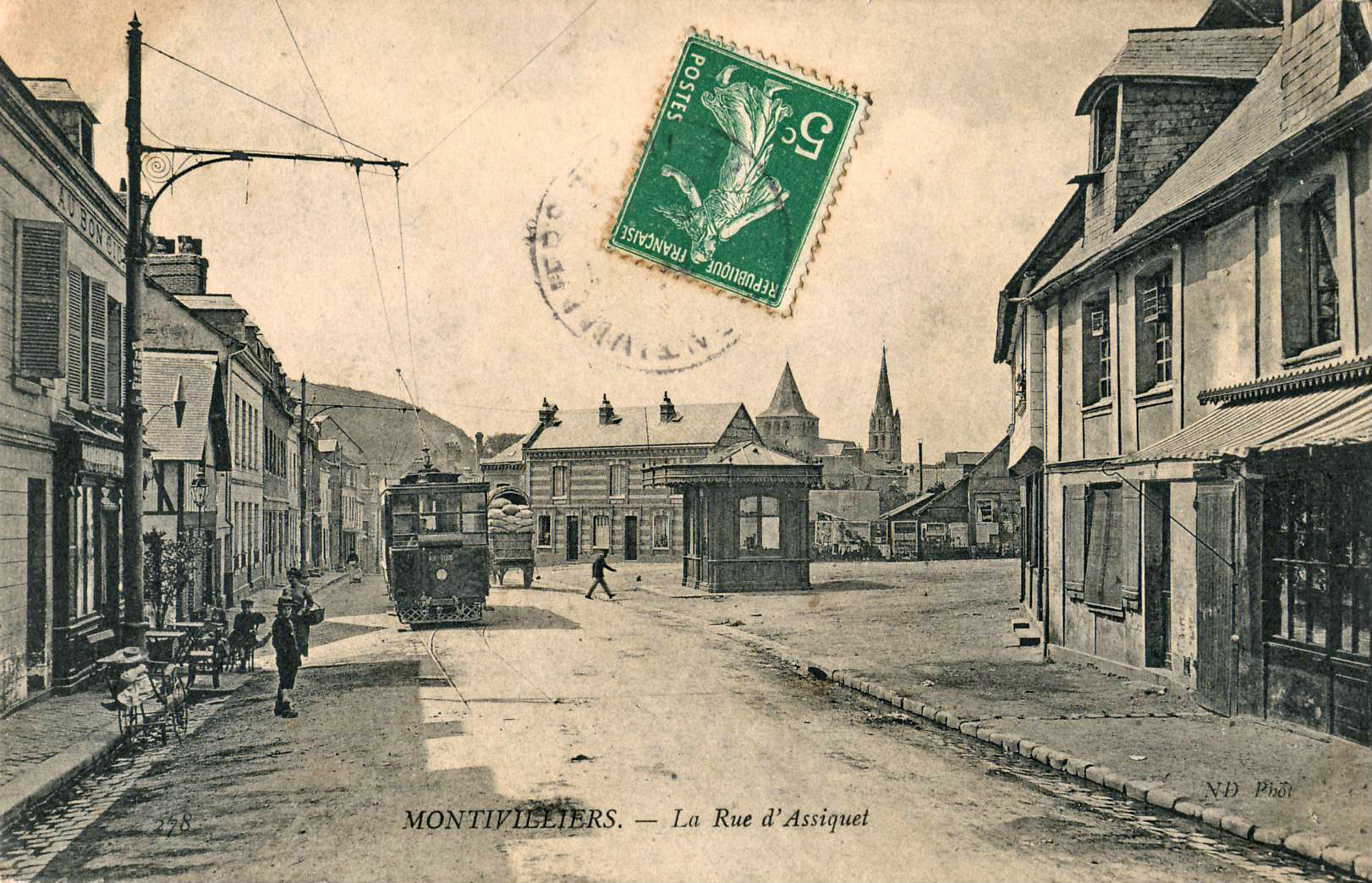
20世纪初的蒙蒂维利耶

蒙蒂维利耶历史悠久，与其相邻的埃帕维尔境内有一处“灰色巨石阵”（Pierre Grise）。蒙蒂维利耶本身的建城史始于7世纪末，彼时天主教圣人图尔尼的菲利贝尔在此修建一处修道院。11世纪时，蒙蒂维利耶附近沿海区域遭遇维京人的入侵，1202年，无地王约翰为蒙蒂维利耶颁布了市镇宪章。英法百年战争期间，蒙蒂维利耶修建了防御工事。宗教战争期间，蒙蒂维利耶出现了新教教堂。法国大革命后，蒙蒂维利耶成为滨海塞纳省的一个市镇。工业革命期间，连接勒阿弗尔和蒙蒂维利耶的铁路建成通车，当地人口数量逐年增加，成为勒阿弗尔附近人口最多的卫星城。第二次世界大战末期的诺曼底登陆期间，蒙蒂维利耶多处遭遇轰炸。

## 地理

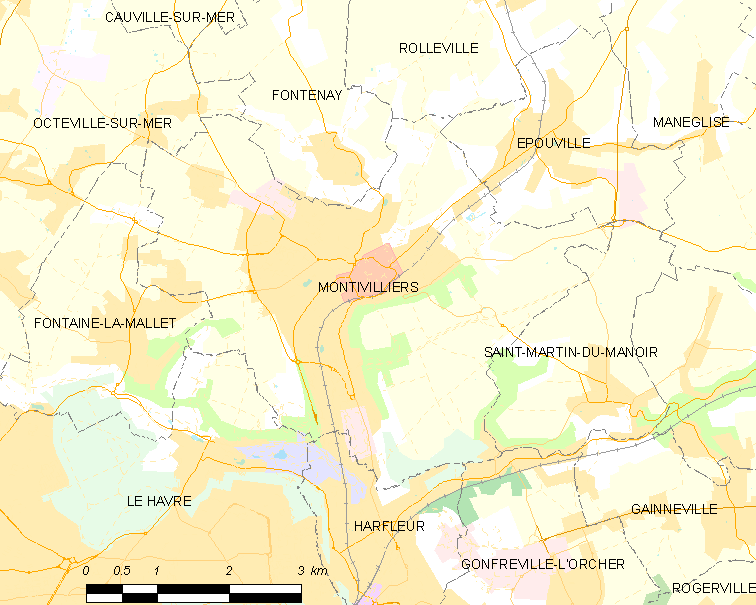
蒙蒂维利耶市镇范围地图

蒙蒂维利耶位于法国西北部，诺曼底大区北部和滨海塞纳省西部，距离省会鲁昂大约83公里。与蒙蒂维利耶接壤的市镇包括：阿夫勒尔、埃普维尔、方丹拉马莱、丰特奈、贡夫勒维尔洛谢、勒阿弗尔、滨海奥克特维尔、罗勒维尔、圣马丹迪马努瓦尔。

### 地形
蒙蒂维利耶位于诺曼底海滨地区，境内以丘陵为主，市镇中心位于一处河谷之中，全境海拔在2到94米之间。

### 水文
莱扎尔德河自北向南流经境内，该河注入塞纳河口，有时也被认为是塞纳河的最后一条右岸支流。

### 植被
蒙蒂维利耶属于温带落叶林区，市区南部的鲁埃勒公园（Parc de Rouelles）是当地主要的城市绿地，林地则广泛分布于河流两岸。
在鲜花城市的评比中，蒙蒂维利耶被评为2星级鲜花城市。

### 气候
蒙蒂维利耶在柯本气候分类法中属于温带海洋性气候。
距离蒙蒂维利耶最近的气象站位于勒阿弗尔境内，该气象站的最高气温记录为38.1摄氏度，出现于2019年7月25日；最低气温记录为-13.8摄氏度，出现于1985年1月17日。以下为该气象站的具体数据：
| 勒阿弗尔1981年－2019年 | 勒阿弗尔1981年－2019年 | 勒阿弗尔1981年－2019年 | 勒阿弗尔1981年－2019年 | 勒阿弗尔1981年－2019年 | 勒阿弗尔1981年－2019年 | 勒阿弗尔1981年－2019年 | 勒阿弗尔1981年－2019年 | 勒阿弗尔1981年－2019年 | 勒阿弗尔1981年－2019年 | 勒阿弗尔1981年－2019年 | 勒阿弗尔1981年－2019年 | 勒阿弗尔1981年－2019年 | 勒阿弗尔1981年－2019年 |
| 月份                   | 1月                    | 2月                    | 3月                    | 4月                    | 5月                    | 6月                    | 7月                    | 8月                    | 9月                    | 10月                   | 11月                   | 12月                   | 全年                   |
| ---------------------- | ---------------------- | ---------------------- | ---------------------- | ---------------------- | ---------------------- | ---------------------- | ---------------------- | ---------------------- | ---------------------- | ---------------------- | ---------------------- | ---------------------- | ---------------------- |
| 历史最高温 °C（°F）    | 14.9 (58.8)            | 20 (68)                | 22 (72)                | 26.5 (79.7)            | 30 (86)                | 34.7 (94.5)            | 38.1 (100.6)           | 36.3 (97.3)            | 33.6 (92.5)            | 28.5 (83.3)            | 20 (68)                | 16.4 (61.5)            | 38.1 (100.6)           |
| 平均高温 °C（°F）      | 7.2 (45.0)             | 7.7 (45.9)             | 10.1 (50.2)            | 12.5 (54.5)            | 16 (61)                | 18.5 (65.3)            | 20.7 (69.3)            | 21 (70)                | 18.9 (66.0)            | 15.4 (59.7)            | 11 (52)                | 7.9 (46.2)             | 13.9 (57.0)            |
| 日均气温 °C（°F）      | 5.3 (41.5)             | 5.5 (41.9)             | 7.7 (45.9)             | 9.7 (49.5)             | 13 (55)                | 15.6 (60.1)            | 17.8 (64.0)            | 18.1 (64.6)            | 16.2 (61.2)            | 12.9 (55.2)            | 8.9 (48.0)             | 6 (43)                 | 11.4 (52.5)            |
| 平均低温 °C（°F）      | 3.4 (38.1)             | 3.3 (37.9)             | 5.3 (41.5)             | 6.9 (44.4)             | 10 (50)                | 12.7 (54.9)            | 14.9 (58.8)            | 15.3 (59.5)            | 13.4 (56.1)            | 10.5 (50.9)            | 6.9 (44.4)             | 4 (39)                 | 8.9 (48.0)             |
| 历史最低温 °C（°F）    | −13.8 (7.2)            | −12.5 (9.5)            | −7.8 (18.0)            | −1 (30)                | 1.2 (34.2)             | 4.4 (39.9)             | 8 (46)                 | 8.4 (47.1)             | 3.3 (37.9)             | −0.2 (31.6)            | −8.5 (16.7)            | −8.6 (16.5)            | −13.8 (7.2)            |
| 平均降水量 mm（）      | 70 (2.8)               | 51.8 (2.04)            | 57.2 (2.25)            | 54.4 (2.14)            | 59.4 (2.34)            | 61 (2.4)               | 52.3 (2.06)            | 56.9 (2.24)            | 67.2 (2.65)            | 86.4 (3.40)            | 85.5 (3.37)            | 88.2 (3.47)            | 790.3 (31.11)          |
| 月均日照時數           | 59                     | 74                     | 117                    | 158                    | 183                    | 202                    | 199                    | 192                    | 156                    | 108                    | 60                     | 49                     | 1,557                  |
| 来源：infoclimat.fr    |                        |                        |                        |                        |                        |                        |                        |                        |                        |                        |                        |                        |                        |

## 行政区划
蒙蒂维利耶是法国诺曼底大区滨海塞纳省的一个市镇，编号为76447。蒙蒂维利耶隶属于勒阿弗尔区、滨海塞纳省第七选区和勒阿弗尔第二县，同时也是勒阿弗尔城市公共社区的组成部分。
法国国家统计与经济研究所（简称）在进行数据统计时，将蒙蒂维利耶划入勒阿弗尔城市核心区以及勒阿弗尔城市区内。自2020年起，勒阿弗尔城市区被包含116个市镇的勒阿弗尔城市辐射区代替。此外，还将蒙蒂维利耶市镇分为了9个“块区”（IRIS），以便于统计人口分布情况。

## 交通

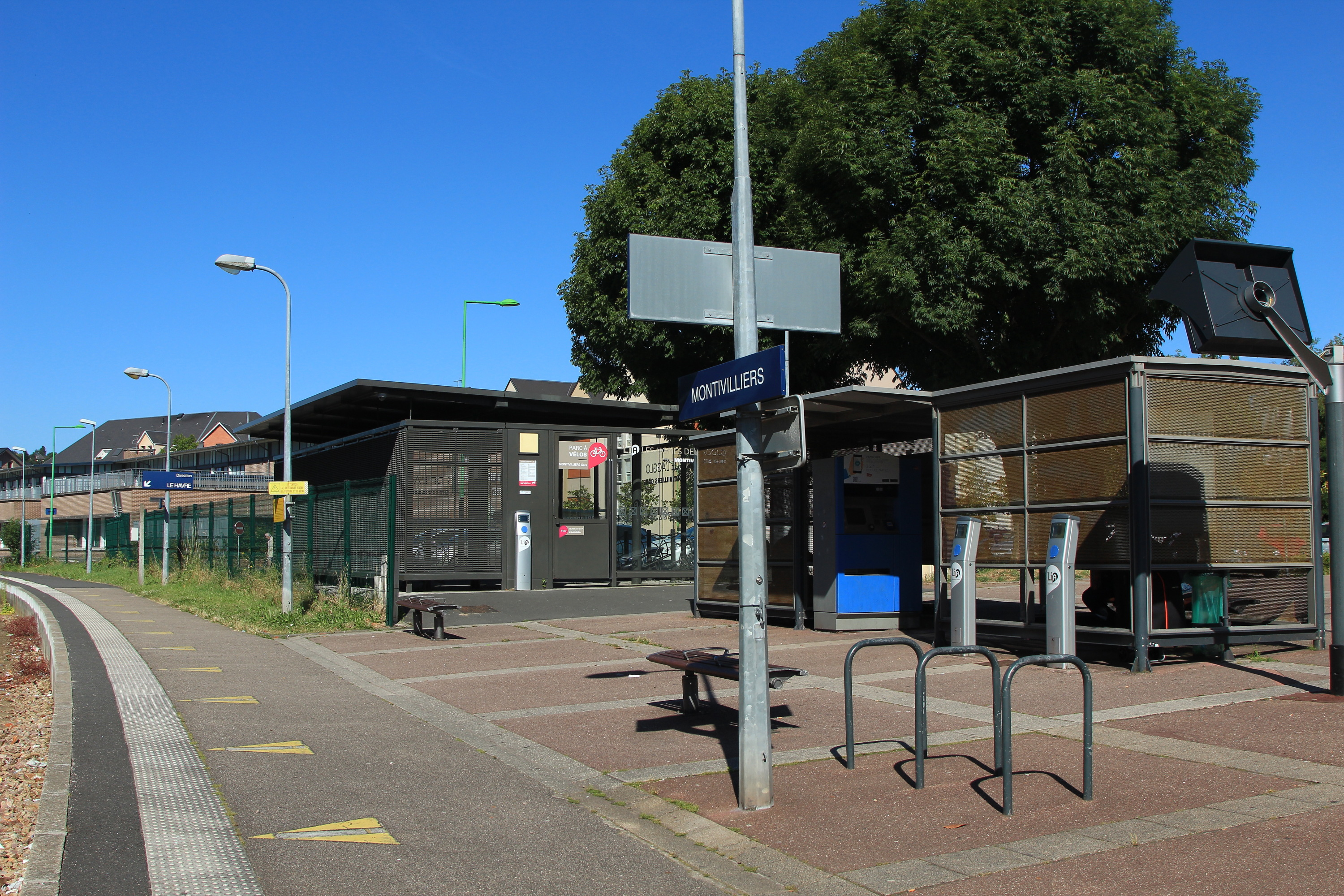
蒙蒂维利耶火车站的站台

### 公路
多条滨海塞纳省省道在蒙蒂维利耶境内交汇，诺曼底大区下属的滨海塞纳省城际客运23号线经过蒙蒂维利耶，可前往费康及沿途所有市镇。
2017年，80%的蒙蒂维利耶家庭拥有至少一辆私人汽车。2019年，蒙蒂维利耶境内共发生各类交通事故18起，造成26人受伤。

### 铁路
蒙蒂维利耶位于勒阿弗尔－图尔维尔莱西夫铁路上。蒙蒂维利耶站位于市区东部，停靠往返于勒阿弗尔和罗勒维尔一线的区域列车，其中勒阿弗尔和蒙蒂维利耶之间列车在工作日平均半小时一班。除此之外，蒙蒂维利耶市区南部还有雅克·莫诺-半地站，是蒙蒂维利耶河勒阿弗尔之间的一个区域性的乘降所，供当地居民通勤使用。

### 航空
距离蒙蒂维利耶最近的民用航空站为勒阿弗尔机场，距离蒙蒂维利耶市中心的公路里程约11公里。

### 城市公共交通
蒙蒂维利耶是勒阿弗尔城市公共交通（商业名称为）的服务范围。截至2021年5月，该系统下属的公交1路、9路、10路、11路、14路和21路经过蒙蒂维利耶市区。

## 政治

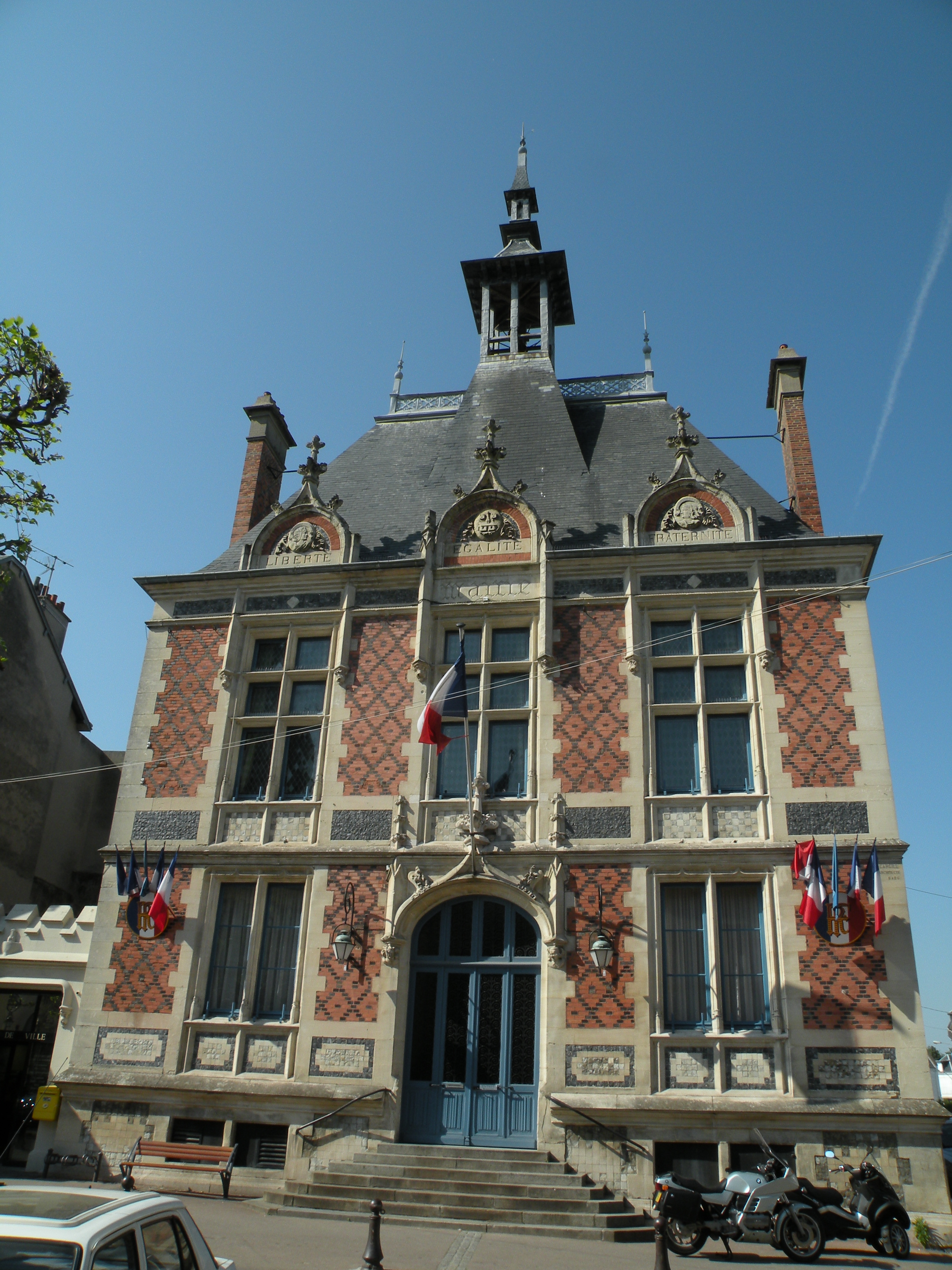
蒙蒂维利耶市政厅

蒙蒂维利耶的现任市长为热罗姆·迪博斯特先生（Jérôme Dubost），他是社会党的一名成员，在2020年的市政选举中获得了62.72%的支持率。
在2017年的法国总统大选中，法国第25任总统埃马纽埃尔·马克龙在蒙蒂维利耶获得了62.16%的支持率。
| 蒙蒂维利耶历届市长 |                                    |                           |
| 任期               | 市长                               | 党派                      |
| 1953年－1965年     | Robert Le Febvre 罗贝尔·勒费夫尔   | 不详                      |
| 1965年－1977年     | Jules Collet 儒勒·科莱             | PCF法国共产党             |
| 1977年－2001年     | Michel Vallery 米歇尔·瓦莱里       | PS社会党                  |
| 2001年－2008年     | Gabriel Banville 加布里埃尔·邦维尔 | PS社会党                  |
| 2008年－2014年     | Daniel Petit 达尼埃尔·珀蒂         | DVG左翼无党派人士         |
| 2014年－2020年     | Daniel Fidelin 达尼埃尔·菲德兰     | UMP人民运动联盟 →LR共和黨 |
| 2020年－           | Jérôme Dubost 热罗姆·迪博斯特      | PS社会党                  |

## 人口
2018年，蒙蒂维利耶市镇人口数量为15,564，在法国排名第620位。其中男性7,382人，女性8,230人，75岁及以上人口占8.5%，外籍人口数量为2,884人，人口密度为815人/平方公里，当地居民被称为（男性）或（女性）。2019年，蒙蒂维利耶境内出生132人，死亡人口152人。
| 年份   | 1936  | 1946  | 1954  | 1962  | 1968  | 1975   | 1982   | 1990   | 1999   | 2006   | 2011   | 2016   | 2018   |
| ------ | ----- | ----- | ----- | ----- | ----- | ------ | ------ | ------ | ------ | ------ | ------ | ------ | ------ |
| 人口數 | 6,980 | 7,854 | 8,314 | 8,427 | 8,910 | 10,563 | 15,030 | 17,067 | 16,556 | 16,174 | 16,344 | 15,942 | 15,564 |

## 经济
蒙蒂维利耶是勒阿弗尔附近重要的卫星城，当地共有各类用人单位1,409家，平均历史为15年，其中99.48%为中小型企业（PME）。（零售）、（花卉销售）及（进口香料销售）是当地2019年营业额最高的三个企业，分别为23,185,908欧元、10,167,617欧元和9,172,858欧元。

## 财政收入
2019年，蒙蒂维利耶的财政收入总额为20,143,800欧元，财政支出总额为17,947,700欧元，当年的债务总额为8,553,200欧元。2020年，蒙蒂维利耶共获得2,925,327欧元的国家财政补助，比上一年减少了0.04%。
2017年，蒙蒂维利耶的人均月收入总额为2,321欧元，其中高级职员为3,918欧元，低于法国平均水平（4,214欧元）；中级职员为2,557欧元，高于法国平均水平（2,353欧元）；普通职员为1,701欧元，亦高于法国平均水平（1,690欧元）。
2017年，蒙蒂维利耶境内的青壮年（15至64岁）失业率为12%，当地55.5%的家庭拥有纳税资格，平均纳税3,075欧元，低于法国平均水平（3,888欧元）。

## 社会事务

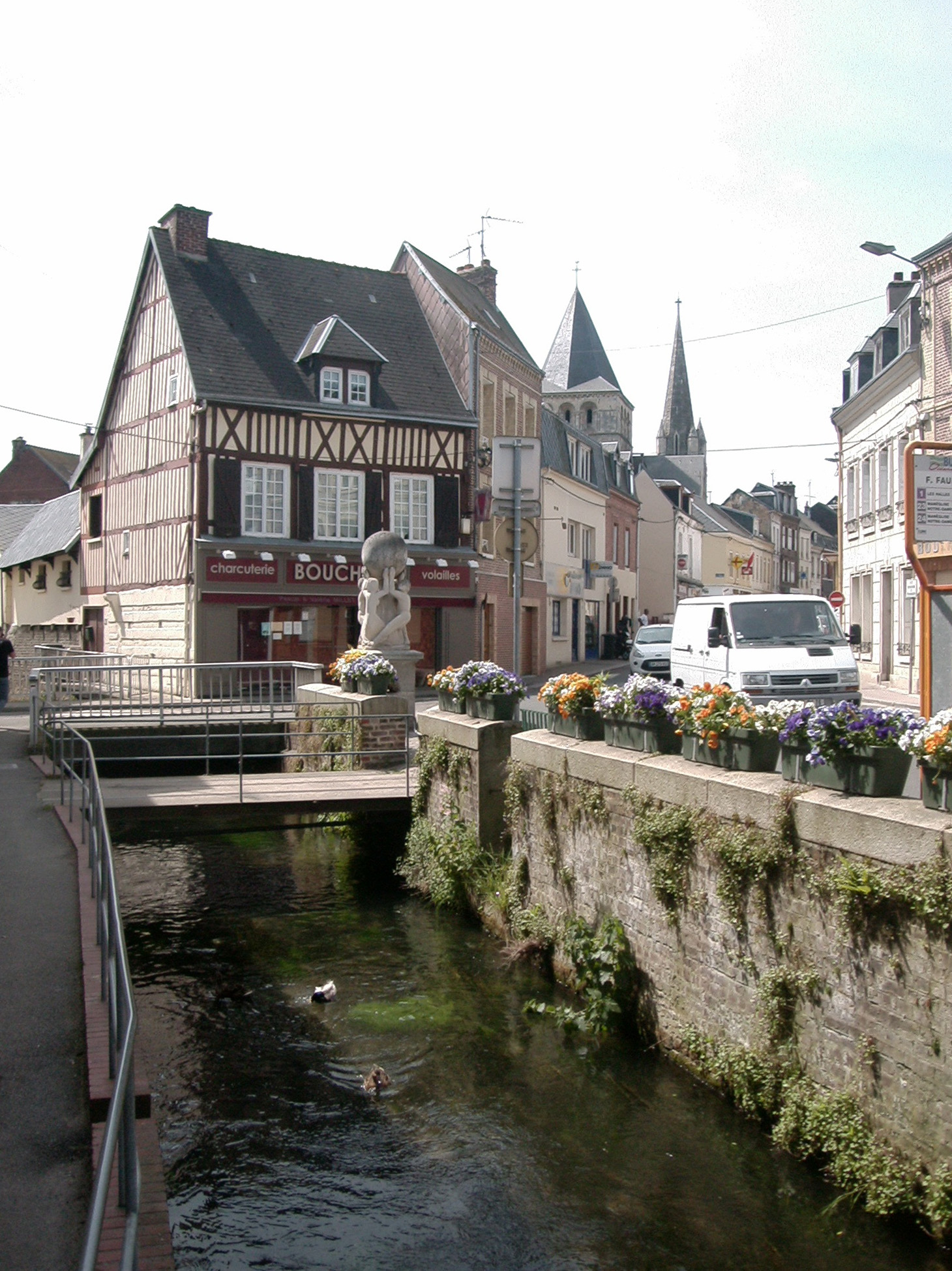
蒙蒂维利耶市镇中心

### 教育
蒙蒂维利耶属于诺曼底学区。截止2019年1月1日，蒙蒂维利耶境内共有4所幼儿园、6所小学、3所初级中学和1所普通高中。2018至2019学年度，蒙蒂维利耶境内共有在校中等教育阶段学生2,922名。

### 医疗
截止2019年1月1日，蒙蒂维利耶境内共有全科医生11名、保健师10名、牙医9名、护士22名、耳科医生1名、助产士2名、儿科医生1名和妇科医生1名。境内共有药房6家、养老院4家、残疾人帮扶中心2家。
蒙蒂维利耶是“勒阿弗尔医疗集团”（Groupe Hospitalier du Havre）的服务范围，后者是法国的一个区域性医疗机构，其主病区“雅克·莫诺医院”（Hôpital Jacques Monod）位于蒙蒂维利耶市区，设有床位734个，是当地规模最大的公立综合性医院。

### 住房
2017年，蒙蒂维利耶境内共有各类住房7,413套，其中60.3%为独立式居民区，39%为集中式居民区。常住房屋占蒙蒂维利耶市镇范围内居民建筑总量的92.9%。
在住房保障政策方面，2017年，蒙蒂维利耶境内共有1,252户家庭获得了住房经济补助，受益人数占总人口数量的8%，其中1,204份为房租补助。

### 商业
2019年，蒙蒂维利耶境内共有各类实体商铺292家，其中餐厅28家、大型超市7家、杂货店1家、面包房8家、肉铺6家、书店3家、装饰品店2家、银行门店10家、美容美发店21家、汽车维修店12家。市区南部建有“La Lézarde”大型开放式商业街区。

### 体育
2019年，蒙蒂维利耶境内共有1家游泳池、3间体育馆、4座综合体育场、7处网球场、4处马术场、3处足球或橄榄球场、2处篮球或排球场。
蒙蒂维利耶体育联盟（A.S. Montivilliers）是当地的一支足球队，2021至2022赛季参加滨海塞纳省足球联赛。

### 环境
蒙蒂维利耶的环境事务由其所属的公共社区负责。2019年，蒙蒂维利耶境内共有3家污染企业。

## 文化
2019年，蒙蒂维利耶境内有1家电影院。蒙蒂维利耶市政府设有“孔多尔塞”多媒体中心，向公众全年开放。

### 建筑
蒙蒂维利耶境内有多处历史建筑，其中蒙蒂维利耶修道院、布里斯加雷庭院等为法国国家文物保护单位。

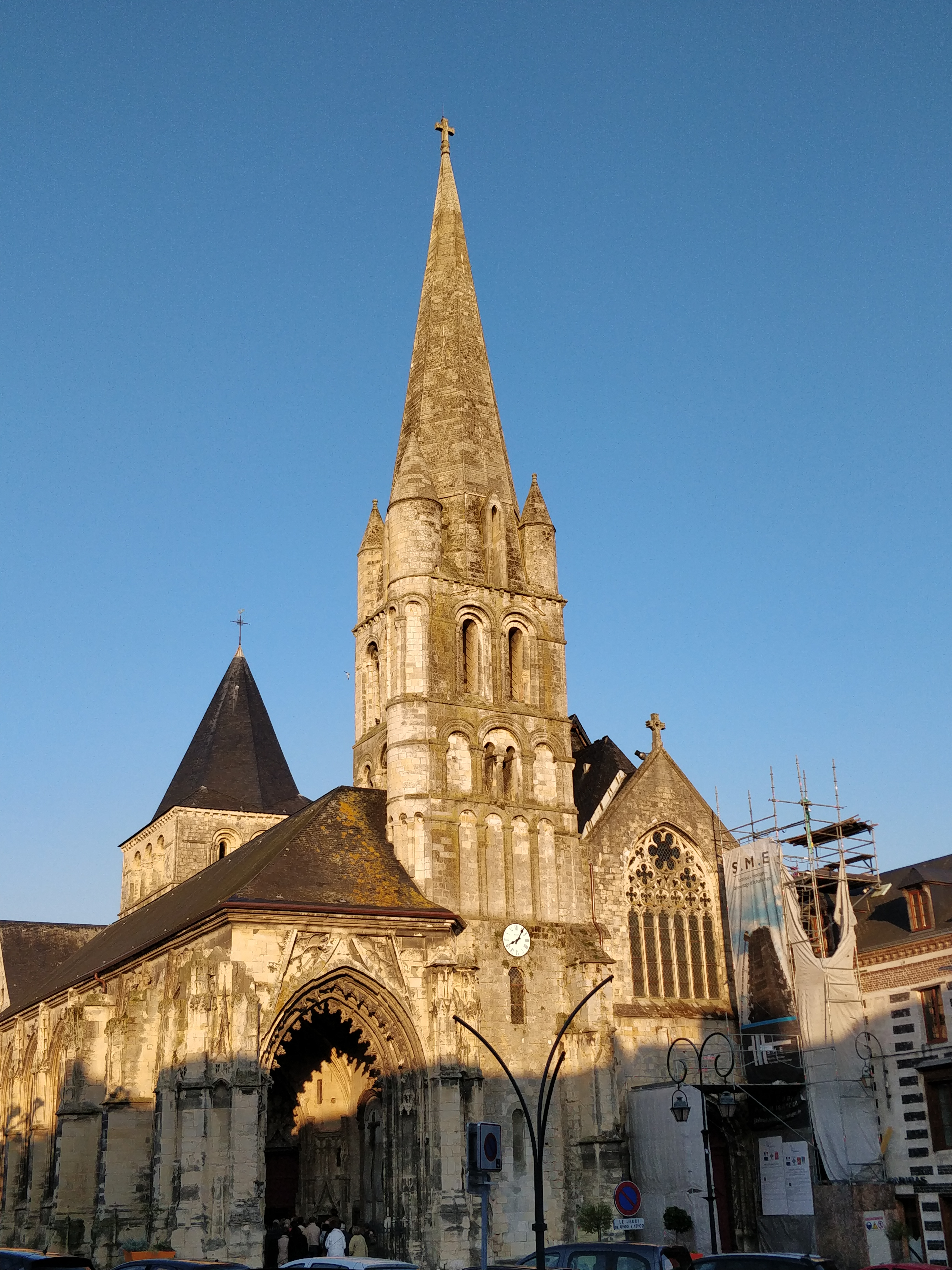
修道院（法语：Abbaye de Montivilliers）
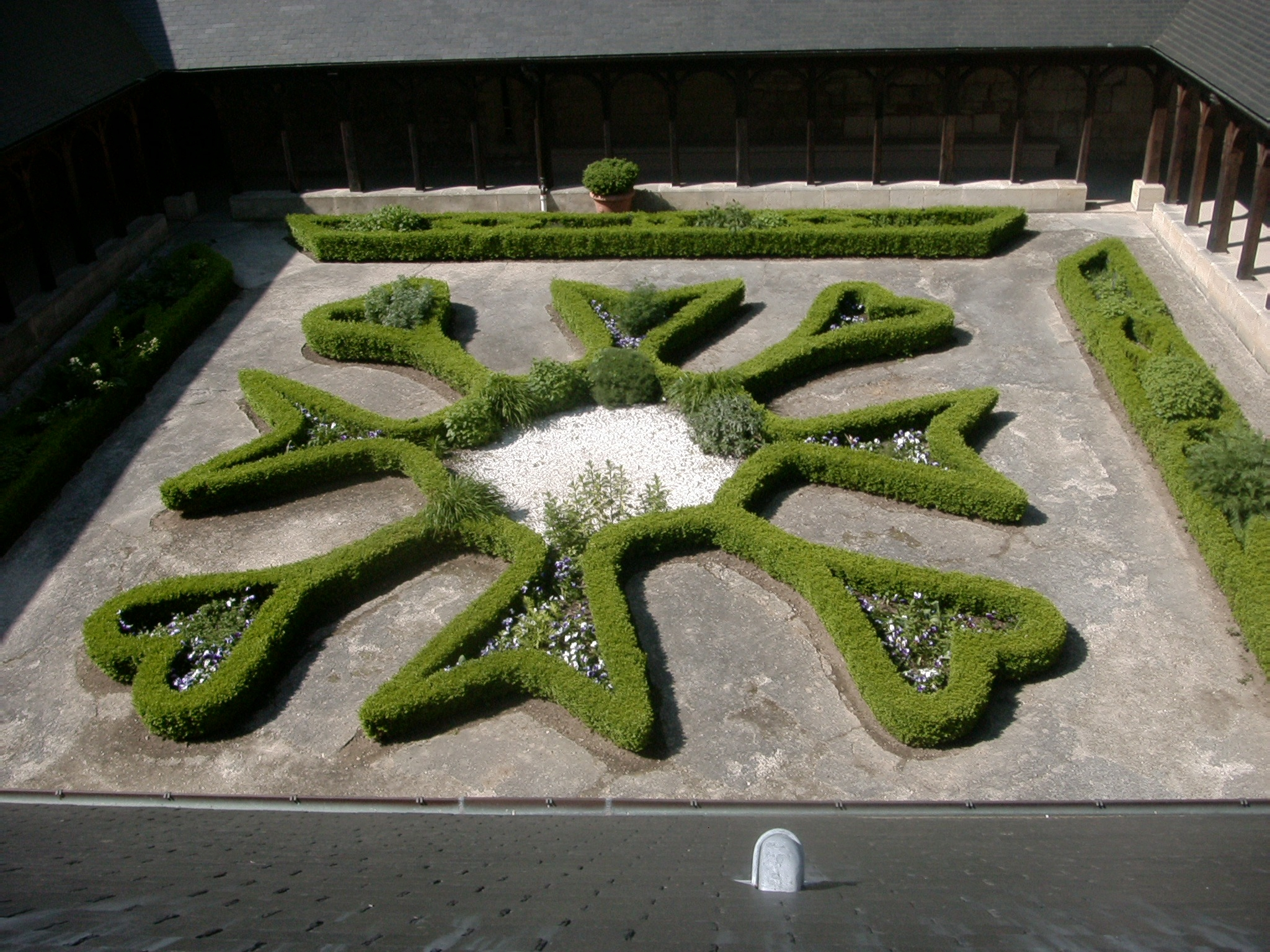
修道院花园
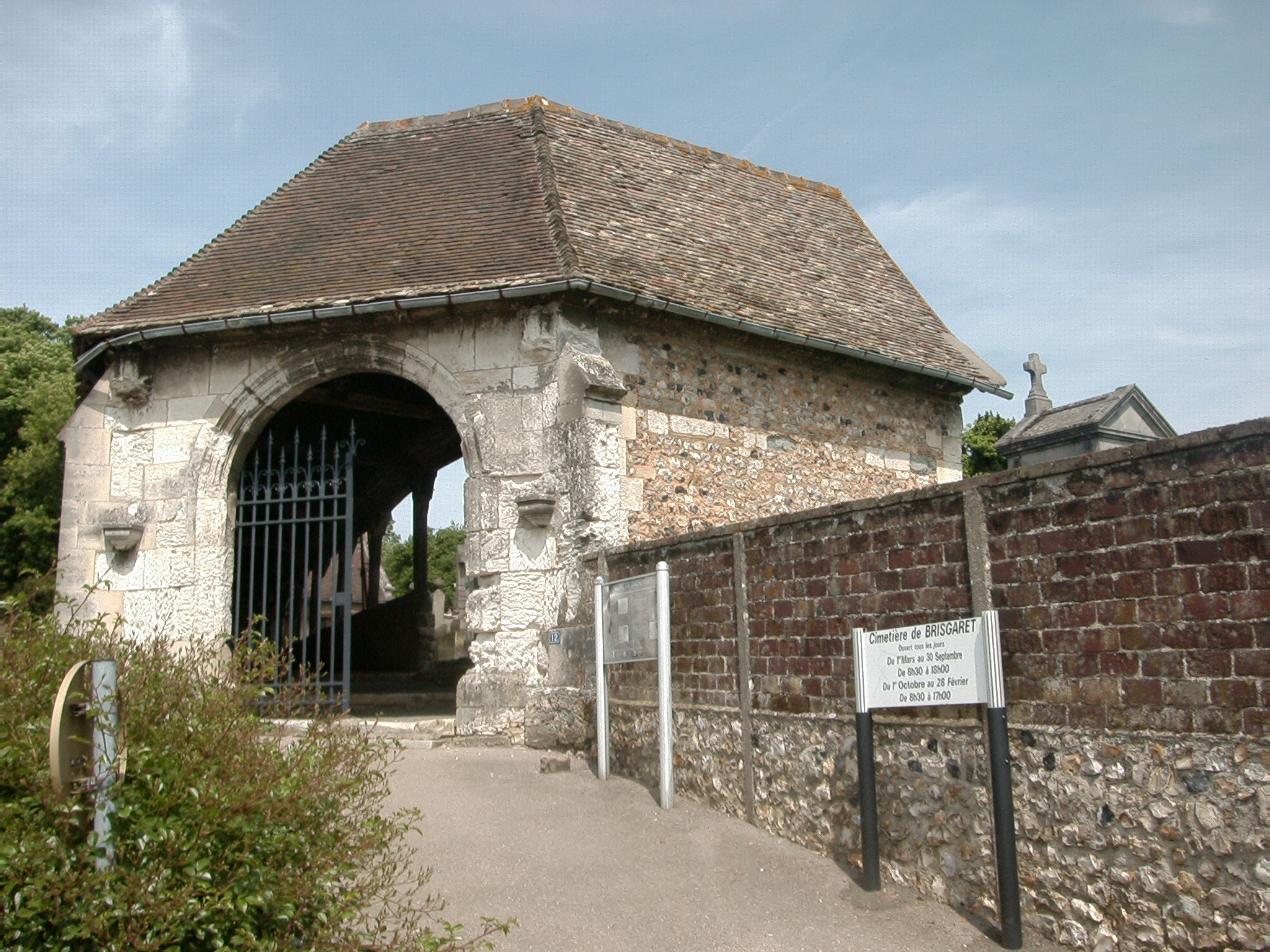
布里斯加雷庭院（法语：Aître de Brisgaret）
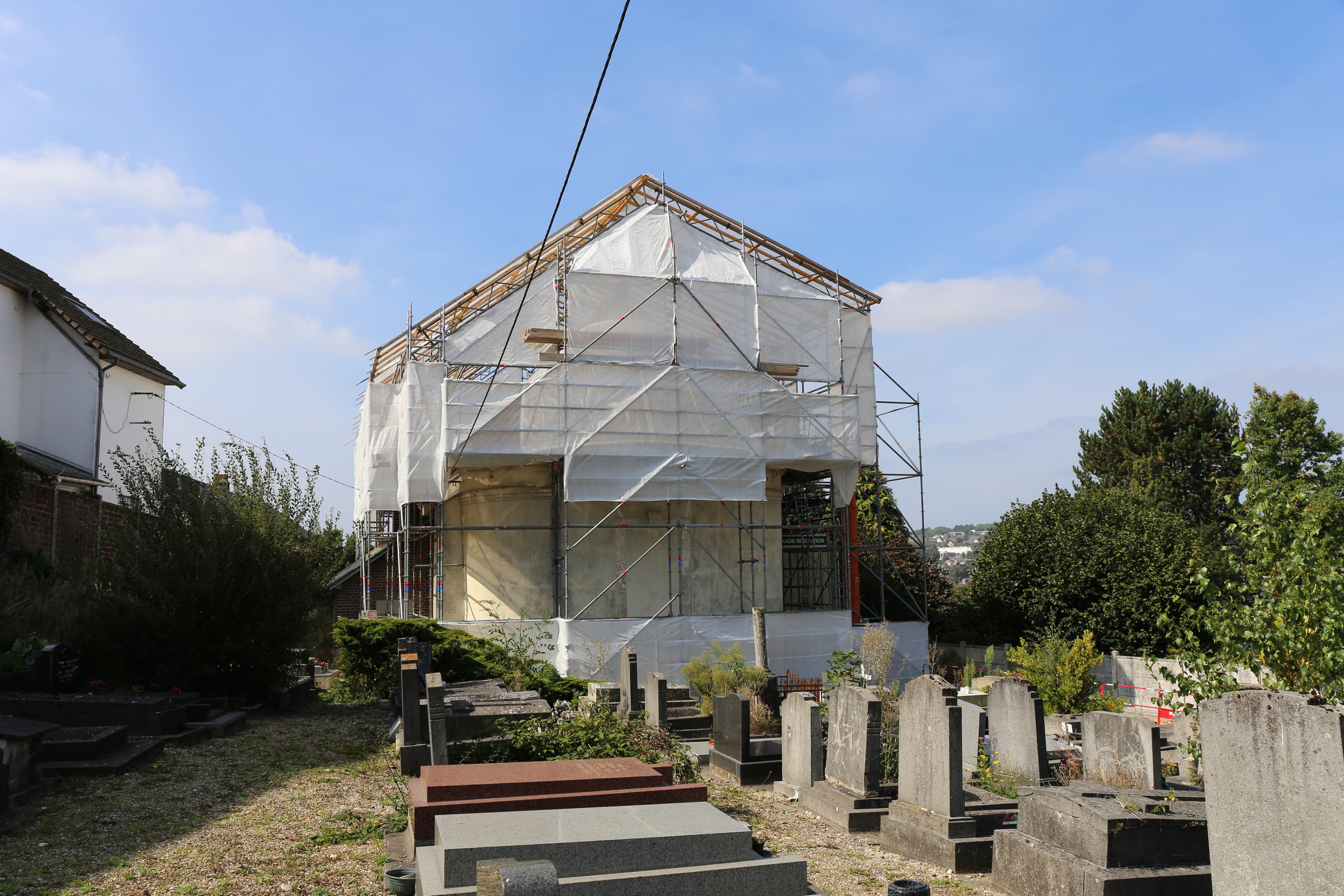
新教教堂
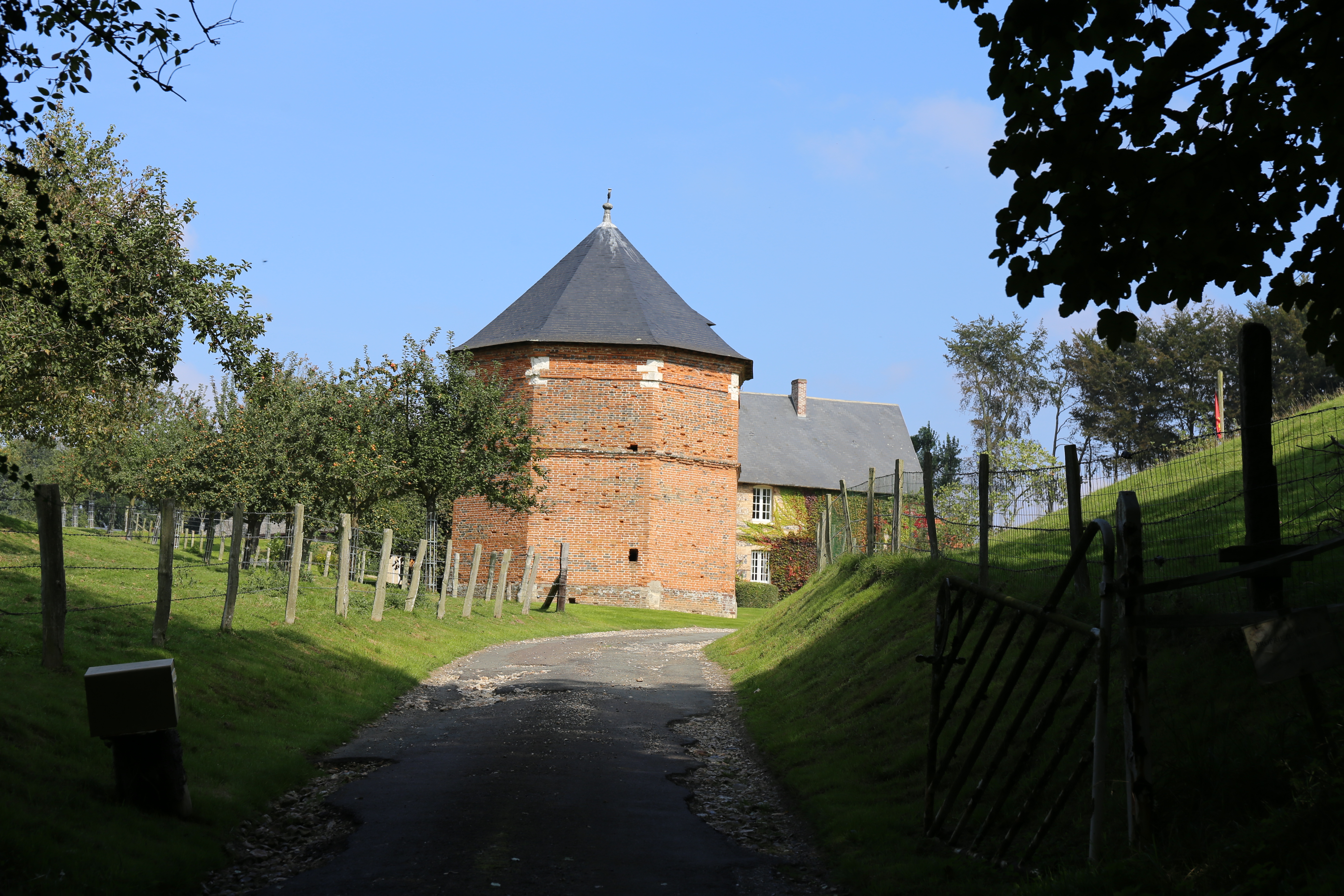
埃帕维尔庄园
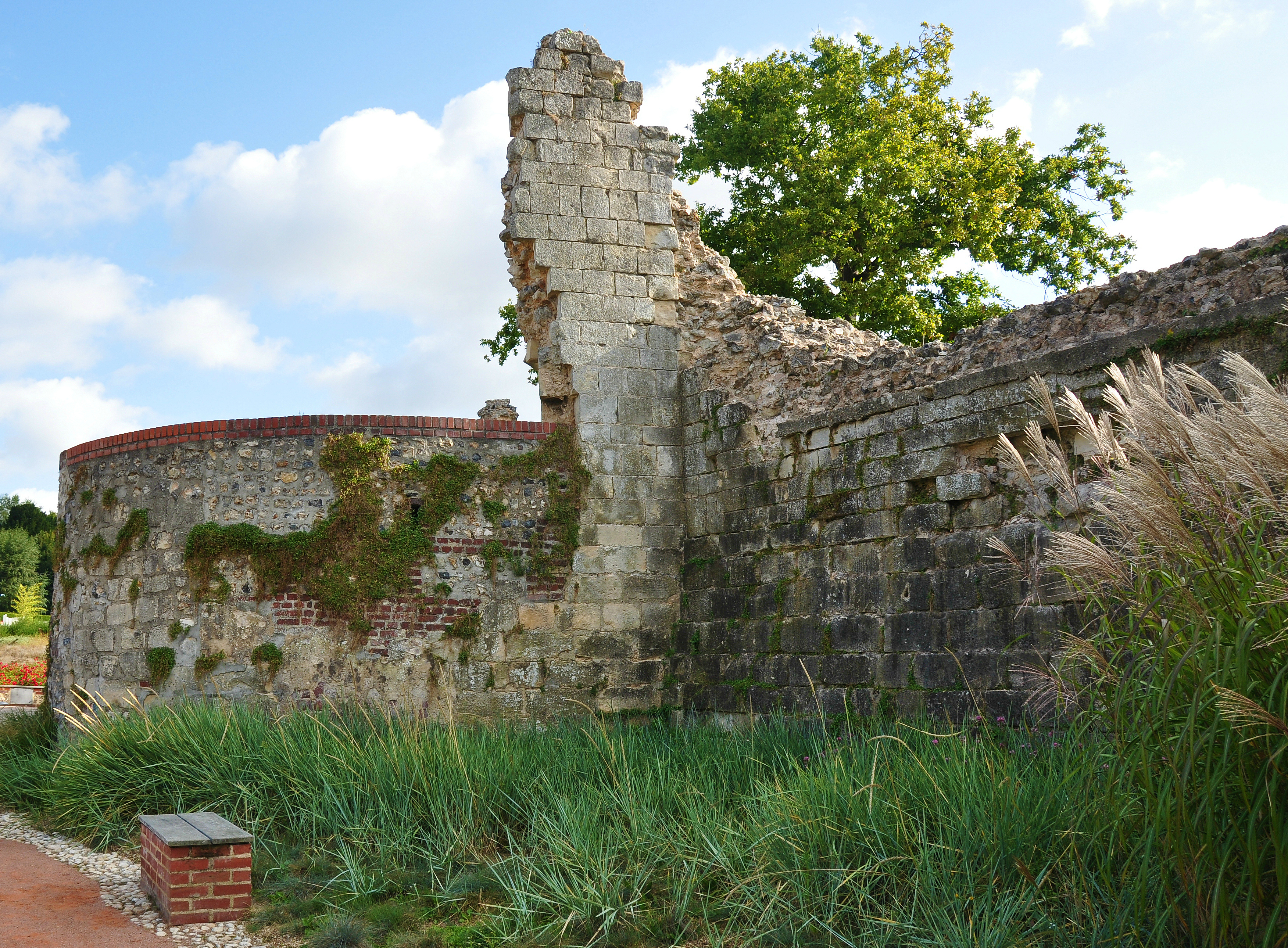
城墙遗址
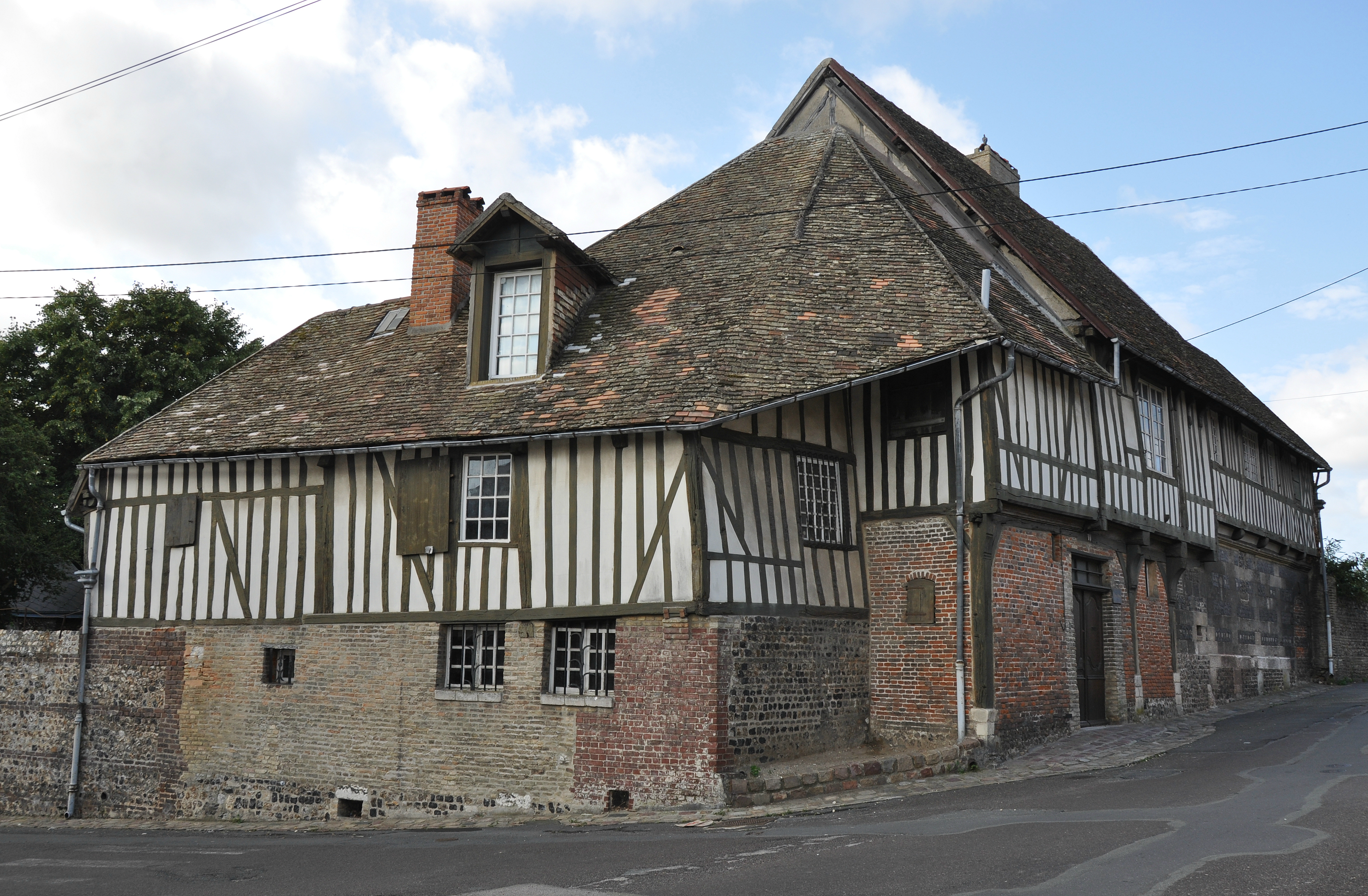
传统民居

### 旅游
蒙蒂维利耶的旅游事务由其所属的勒阿弗尔城市公共社区负责。2020年，蒙蒂维利耶境内共有2家酒店共计93间房间。

### 媒体
法国主要的媒体均可在蒙蒂维利耶接收，法国电视三台下属的诺曼底大区频道在部分时段播出蒙蒂维利耶所属区域的地方新闻。

## 相关人物
法国历史学家奥利维耶·布朗、足球运动员和希马德·阿布代利出生于蒙蒂维利耶。

## 友好城市
截至2021年5月，蒙蒂维利耶共与两座城市互为友好城市关系：
- 德国 諾德霍恩
- 布吉納法索 纳塞雷（法语：Nasséré）